# Passionate squall
《Passionate squall》（パッショネイトスコール）是於2010年2月10日由Lantis發行的單曲。

## 概要
- Passionate squall是電視動畫《聖痕鍊金士》的片尾曲、由作品中演織部真冬、山邊 燈、泰蕾莎、卡恰、桂木華的聲優藤村步、豐崎愛生、茅原實里、平野綾、日笠陽子而唱的。
- 收錄了Passionate squall的混音版2首曲子和第5話的片尾曲「未明の祈り」。

## 收錄曲
1. Passionate squall [4:11] 
  - 作詞：畑亞貴、作曲・編曲：Tom-H@ck
  - 電視動畫《聖痕鍊金士》片尾曲
2. Passionate squall （element-mix）[4:29]
3. Passionate squall （rush-candle-mix）[4:09]
4. [4:21] 
  - 作詞：畑亞貴、作曲：吉田勝彌、編曲：高田曉
  - 電視動畫《聖痕鍊金士》第5話片尾曲
5. Passionate squall（off vocal）

## 相關項目
- Errand（《聖痕鍊金士》片頭曲）

## 外部連結
- 聖痕鍊金士官方網站（页面存档备份，存于）